# Japanska književnost
Japanska književnost tijekom većeg dijela svoje povijesti bila je pod utjecajem kulturnih dodira sa susjednim azijskim književnostima, ponajviše Kinom i kineskom književnošću. Rani tekstovi često su bili napisani na čistom klasičnom kineskom jeziku. Indijska književnost također je imala utjecaj na širenje budizma u Japanu. Kasnije se japanska književnost razvila u poseban stil, iako je ostao utjecaj kineske književnosti i klasične kineske književnosti. Nakon ponovnog otvaranja japanskih luka za zapadnu trgovinu i diplomaciju u 19. stoljeću, zapadna književnost utjecala je na razvoj suvremenih japanskih pisaca, koji su pak bili priznatiji izvan Japana, s dvije dodijeljene Nobelove nagrade za književnost, koje su dobili: Jasunari Kavabata i Kenzaburo Oe.

## Povijest

### Naransko razdoblje književnosti (prije 794.)
Prije uvođenja kanjija iz Kine u Japan, Japan nije imao sustav pisma; smatra se da su kineska slova u Japan stigla na samom početku 5. stoljeća, a da su ih donijeli doseljenici s kontinenta korejskog i kineskog podrijetla. Rani japanski tekstovi prvo su slijedili kineski model, prije nego što su se postupno prebacili na hibrid kineskih znakova koji se koriste u japanskim sintaktičkim formatima, što je rezultiralo rečenicama napisanim kineskim znakovima, ali s japanskim fonetskim čitanjem.
Kineski su znakovi također dodatno prilagođeni, tvoreći ono što je poznato kao manjogana, najraniji oblik kane ili japanskog slogovnog pisma. Najranija književna djela u Japanu nastala su u razdoblju Nara. To uključuje "Kojiki" (iz 712. godine), povijesni zapis koji također bilježi drevnu japansku mitologiju i narodne pjesme; "Nihon Shoki" (iz 720.), kroniku napisanu na kineskom koja je znatno detaljnija od "Kojikija"; i "Man'yōshū" (iz 759.), antologiju poezije. 

### Književnost iz razdoblja Heian (794. – 1185.)
Razdoblje Heian naziva se zlatnim dobom umjetnosti i književnosti u Japanu. Tijekom tog razdoblja, književnost je postala usredotočena na kulturnu elitu plemstva i redovnika. Carski dvor naročito je bio pokrovitelj pjesnika, od kojih su većina bili dvorjani ili dvorske dame. Odražavajući aristokratsku atmosferu, poezija je bila elegantna i sofisticirana te je izražavala emocije u retoričkom stilu. Uređivanje nastalih antologija poezije ubrzo je postalo nacionalna zabava. Pjesma "Iroha", danas jedan od dva standardna japanska reda slogova, također je razvijena tijekom ranog razdoblja Heian.
"Priča o Genjiju" (izvorno "Genji monogatari"), koju je početkom 11. stoljeća napisala žena po imenu Murasaki Šikibu, smatra se najistaknutijim romanom Heian fantastike. Drugi važni spisi iz ovog razdoblja uključuju "Kokin Wakashū" (905.), antologiju waka poezije i "Zapise pred san" ("Makura no Sōshi" (990-e). Djelo je napisao Sei Shonagon, suvremenik i suparnik Murasakija Shikibua, kao esej o životu, ljubavima i zabavi jednog plemića na carskom dvoru. Još jedno značajno djelo fiktivne japanske književnosti bila je "Konjaku Monogatarishū", zbirka od preko tisuću priča u 31. svesku. Tomovi pokrivaju razne priče iz Indije, Kine i Japana.
Japanska priča iz 10. stoljeća, "Priča o rezaču bambusa" ("Taketori Monogatari"), može se smatrati ranim primjerom proto-znanstvene fantastike. Glavni lik priče, princeza Kaguya je s Mjeseca. Poslana je na Zemlju radi sigurnosti tijekom Nebeskog rata, a pronašao ju je i odgojio rezač bambusa. Kasnije se vraća svojoj vanzemaljskoj obitelji u ilustriranom prikazu letećeg objekta u obliku diska sličnog letećem tanjuru.

### Kamakura-Muromachi razdoblje književnosti (1185. – 1603.)
Tijekom razdoblja Kamakura (1185. – 1333.), Japan je doživio mnoge građanske ratove koji su doveli do razvoja ratničke klase i kasnijih ratnih priča, povijesti i povezanih priča. Djela iz ovog razdoblja poznata su po mračnijem tonu u usporedbi s djelima prethodnih razdoblja, s temama života i smrti, jednostavnim životnim stilovima i iskupljenjem. Reprezentativno djelo je "Priča o Heikeu" ("Heike Monogatari") (1371.), epski prikaz borbe između klanova Minamoto i Taira za kontrolu nad Japanom u kasnom 12. stoljeću. Druge važne priče iz tog razdoblja uključuju djela "Hoyoki" autora Kamo no Chōmeija (1212.) i "Kurezuregus" autora Yoshide Kenka (1331).
Unatoč opadanju važnosti carskog dvora, aristokratska književnost ostala je središte japanske kulture na početku razdoblja Kamakura. Mnoga su književna djela bila obilježena nostalgijom za razdobljem Heian. Razdoblje Kamakura također je vidjelo obnovljenu vitalnost u poeziji, s brojnim sastavljenim antologijama, kao što je "Shin Kokin Wakashu" sastavljen početkom 1200-ih. Međutim, u tom je razdoblju bilo manje značajnih djela autorica, što odražava niži status žena.
Kako je važnost carskog dvora nastavila opadati, glavno obilježje književnosti Muromachija (1333. – 1603.) bilo je širenje kulturnih aktivnosti na svim razinama društva. Klasična dvorska književnost, koja je do tada bila žarište japanske književnosti, postupno je nestala. U narodu su se razvili novi žanrovi kao što su renge ili srodni stihovi i kazalište Noh i setsuve.

### Razdoblje Edo (1603.-1867.)
Razdoblje Edo, koje odgovara šogunatu Tokugawa (1603.-1867.) i Rangaku, doživjelo je razvoj romana, poezije i kazališta. Kineska misao i književnost i dalje su velika referenca. Ali pokret Kokugakua (Motoori Norinaga) ponovno fokusira obrazovanje na japanske klasike, koji se moraju ponovno otkriti, pogotovo jer je čitanje kanjija praktički nestalo.
Japansko je društvo tijekom razdoblja Edo restrukturirano, temeljeno na neokonfucijanizmu, popraćenom humanizmom i racionalizmom, te povijesnom perspektivom, s budističkim i šintoističkim utjecajima.
Shimabara pobuna (1637.-1638.) dovela je do prijelaza na zabranu kršćanstva i prijelaza na skrivanje kršćana, ili Kakure kirishitan. To je jedan od fenomena zatvorenosti zemlje (sakoku), izolacije od vanjskih utjecaja svih vrsta, uglavnom ekonomskih. Međutim, tijekom tog razdoblja kada je zemlja bila zatvorena za sve strane utjecaje, prisutnost Nizozemaca na otoku Dejima, u blizini Nagasakija, bila je ishodište zapadnjačkih studija, ili rangakua, i asimilacije znanstvene revolucije i tehnologije.
Urbani način života (chōnindō) omogućuje razvoj umjetnosti, književnosti, zabave, uključujući i plutajući svijet ukiyo.
Macuo Bašo (1644. – 1694.) priznat je kao najveći majstor haikua (tada zvanog hokku). Na njegove pjesme utjecalo je njegovo iskustvo svijeta oko sebe iz prve ruke, često sažimajući osjećaj scene u nekoliko jednostavnih elemenata. Svojim životnim djelom učinio je transformaciju haikua u književni žanr. Za Bašoa, haiku je uključivao kombinaciju komične razigranosti i duhovne dubine, asketske prakse i uključenosti u društvo. Konkretno, Bašo je napisao "Oku no Hosomichi", veliko djelo u obliku putopisnog dnevnika, koje se smatra "jednim od glavnih tekstova klasične japanske književnosti."
Fukuda Chiyo-ni (1703. – 1775.) naširoko se smatra jednom od najvećih haiku pjesnikinja. Prije njezina vremena, haiku pjesme žena često su odbacivane i ignorirane. Njezina predanost karijeri ne samo da je otvorila put za njezinu karijeru, već je otvorila i put koji će druge žene slijediti. Na njezine rane pjesme utjecao je Macuo Bašo, iako je kasnije razvila vlastiti jedinstveni stil kao samostalna figura.

### Imperijalističko razdoblje (1867. - 1945.)
Nakon 250 godina izolacije, dolaskom cara Meijija na vlast, pisci su uživali određenu slobodu pisanja. Došlo je do evolucije u jezičnom aspektu, struktura japanskog jezika je pojednostavljena i dodane su riječi za označavanje tako uobičajenih ideja na Zapadu kao što su sport ili ljudska prava. To je zahvaljujući spremnosti zemlje da uči od zapadnog svijeta, pri čemu su pisci glavni promicatelji komunikacije između japanske kulture i zapadne znanosti.
Ryunosuke Akutagawa, pripovjedač je koji je napisao djelo "Priče o prošlim godinama", među kojima možemo istaknuti priču pod naslovom "Duhan i đavao", koja objašnjava kako je duhan došao u Japan. Još jedna od tih priča je "Paravan pakla", gdje čitatelja navodi na razmišljanje o ljepoti Japana. Među njegovim najpoznatijim djelima su „Rašomon” i „U šikari”, koje je kasnije proslavljeni redatelj Akira Kurosawa adaptirao u film „Rašomon” (1950). Sa svoje strane, Jasunari Kavabata fokusirao se na neuzvraćenu ljubav. Godine 1968. ovaj je pisac bio prvi Japanac koji je dobio Nobelovu nagradu za književnost. Jedno od njegovih najpoznatijih djela bilo je "Tisuću ždralova", temeljeno na "Priči o Genjiju", ali u modernom kontekstu.

### Poslijeratno razdoblje (1945. - 1964.)
Odmah nakon što su SAD bombardirale Hirošimu i Nagasaki u Drugom svjetskom ratu, Japan se predao, da bi se uskoro digao iz pepela i učio na svojim greškama, postavši jedna od svjetskih sila. Društvene, političke i ideološke promjene potaknule su novu generaciju pisaca, kao i pojavu crtača koji su na temelju starih romana utemeljili novi književni žanr koji je pomiješao vestern strip s drevnom japanskom poviješću po imenom: manga.
Masuji Ibuse objavio je "Crnu kišu", čija filmska inačica postoji. Shintarō Ishihara napisao je "Sunčevo pleme", a Seicho Matsumoto "Crnu maglu". Iako se od svih njih još više ističu: Dazai Osamu i Yukio Mishima. Među djelima Dazaija Osamua možemo spomenuti "Sunce zalazi" i "Villonova žena", oba dijelom autobiografska, gdje oštro kritizira licemjerje suvremenog svijeta. Yukio Mishima, veliki lik ovog razdoblja, među ostalima je napisao: "Ispovijesti maske", "Zlatni paviljon", "More plodnosti". Kada je ovo posljednje djelo predao izdavaču, sat vremena kasnije napravio je seppuku, u znak protesta protiv zapadne demokracije koju nije tolerirao.
Što se tiče mange, karikaturisti i pisci pojavili su se diljem Japana, formirajući sjajan tim koji je svojim knjigama donio japansku kulturu ostatku svijeta. Najistaknutiji je bez sumnje Osamu Tezuka.

### Avangarda (1964. - )
Ovo razdoblje računa se od Olimpijskih igara u Tokiju 1964. godine, datuma koji označava otvaranje Japana prema svijetu, uspjevši zauzeti kozmopolitski i moderan mentalitet.
Među piscima ovog vremena ističe se Kenzaburo Oe, drugi japanski autor koji je dobio Nobelovu nagradu za književnost 1994. Djela kao što su: "Naše doba" i "Osobno iskustvo" pokazuju veliku evoluciju u njegovom stilu, uglavnom zahvaljujući njegovim iskustvima. Još jedan izvanredan pisac je Endō Shūsaku, čiji se prestiž temelji na dva njegova djela, "Tišina" i "Samuraj", koja su izazvala velike kontroverze u njegovoj zemlji. Naposljetku, ističu se i Kōbō Abe, autor "Zida", svrstanog u najavangardnije djelo japanske književnosti, te Haruki Murakami, koji se svojim općim opusom svrstava u jedno od najvažnijih imena japanskog nadrealizma. Manga je svoj vrhunac dosegla osamdesetih godina.

## Galerija
- Ilustracija iz knjige "Priča o rezaču bambusa".
- Prizori borbe iz knjige "Priča o Heikeu".
- Murasaki Šikibu autorica "Priče o Genjiju".
- Macuo Bašo, začetnik haiku pjesništva.